# همایون (زنجان)
همایون (زنجان)، روستایی از توابع بخش مرکزی شهرستان زنجان در استان زنجان ایران است.

## جمعیت
این روستا در دهستان تهم قرار دارد و براساس سرشماری مرکز آمار ایران در سال 1395، جمعیت آن 728 نفر (224خانوار) بوده‌است.